# صالة مطار

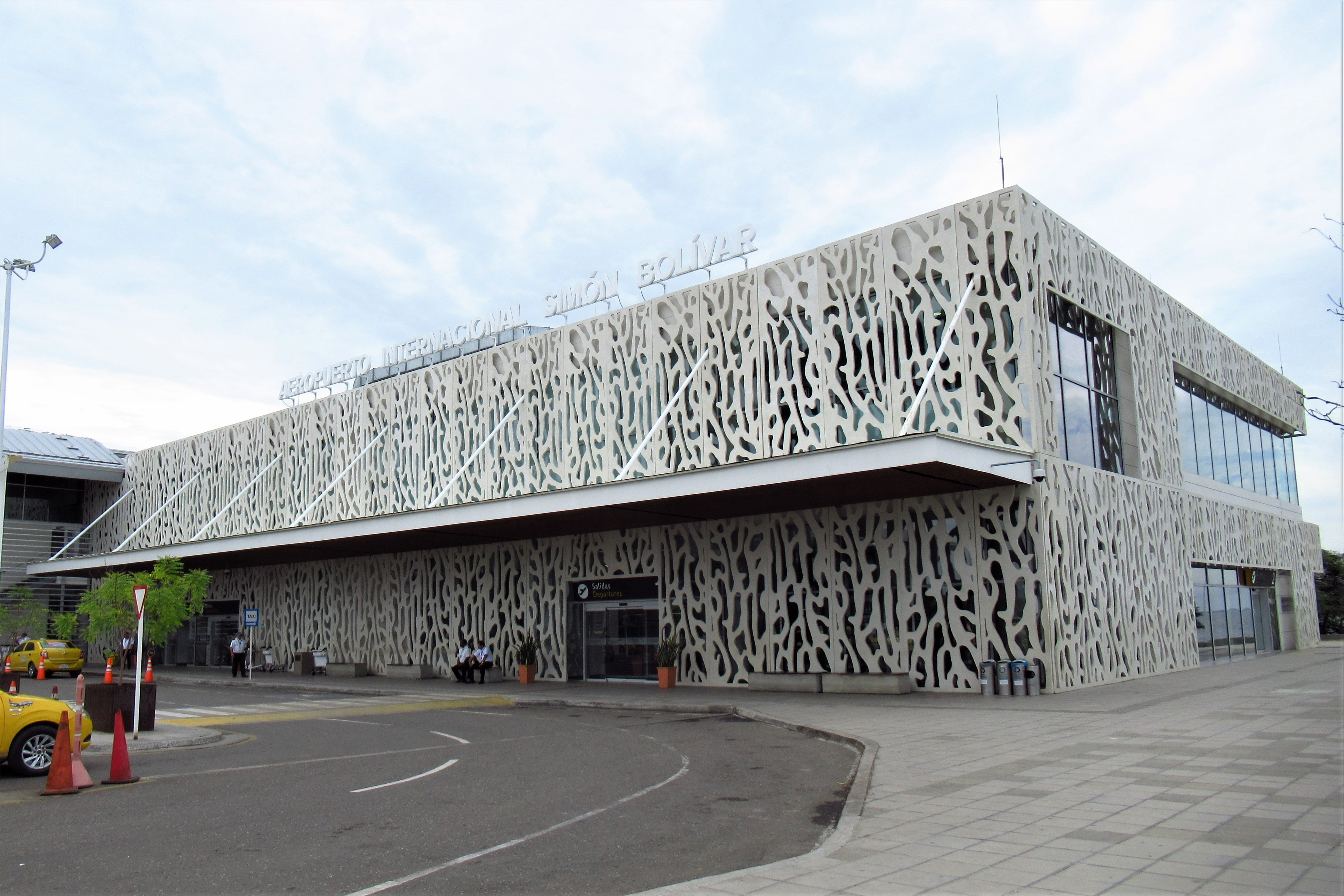
مدخل مطار سيمون بوليفار الدولي المُجدّدة في كُلمبية

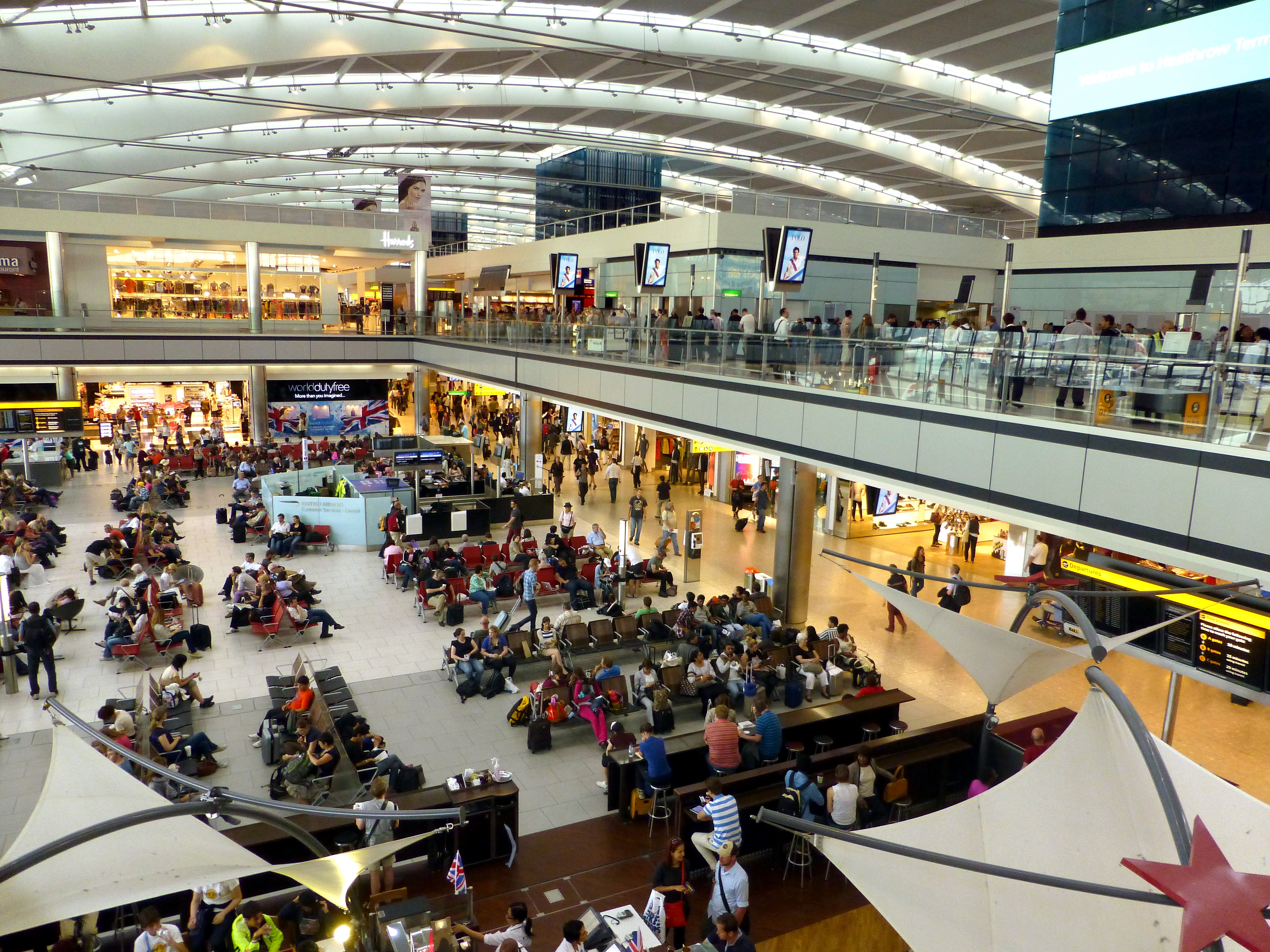
الصالة الخامسة في مطار هيثرو

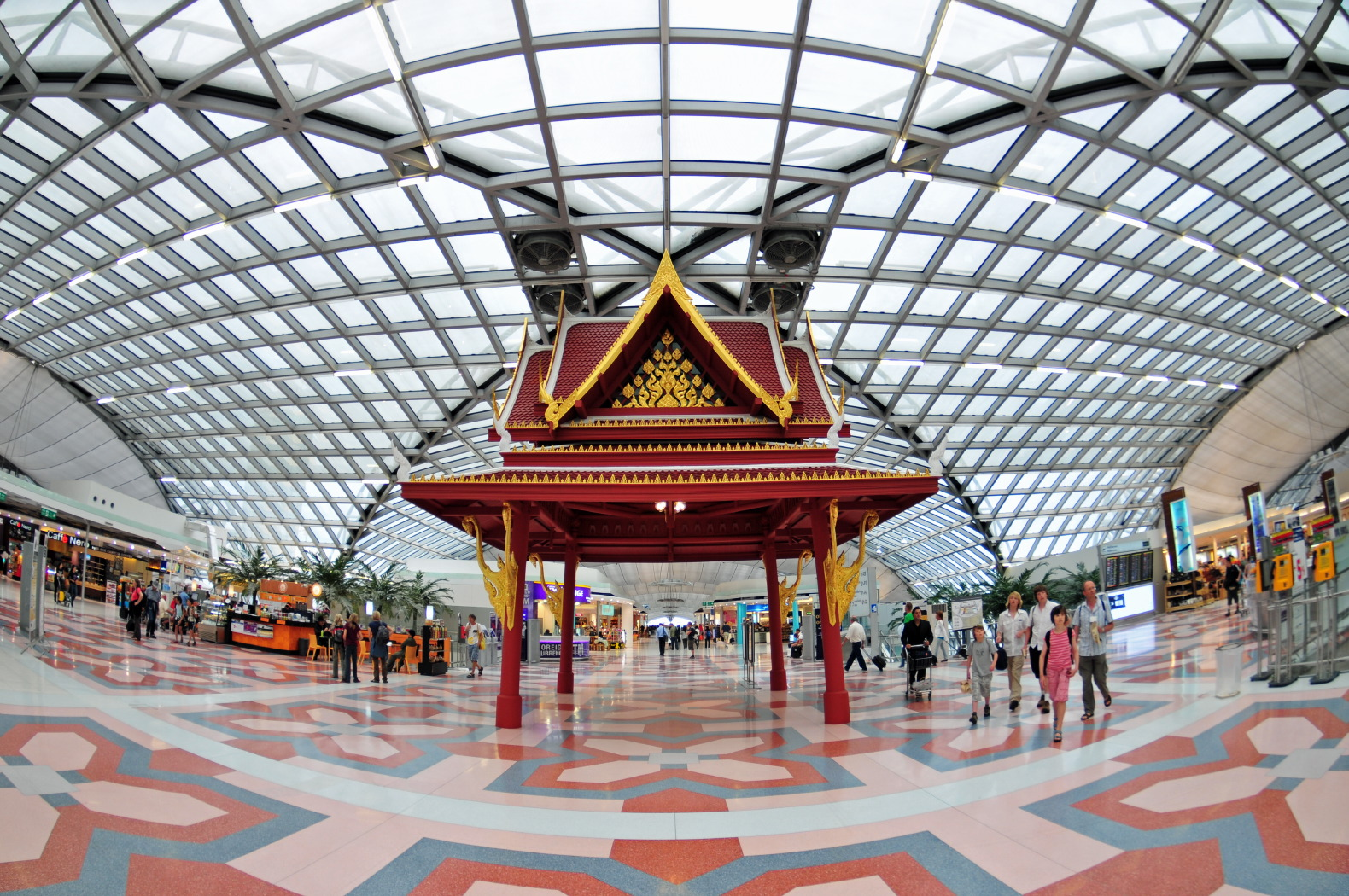
صالة مبنى الركاب الرئيسة بمطار سُفَرنَبومي في بنكوك

صالة المطار هو مبنى في مطار حيث يتنقل الركاب من النقل البري إلى المرافق التي تسمح لهم بالصعود والنزول من الطائرة، وذلك من خلال البوابات. يمكن للركاب داخل الصالة شراء التذاكر ونقل أمتعتهم التي تخضع للتفتيش الأمني. تحتوي المطارات الأصغر على صالة واحدة بيد أن للمطارات الكبيرة العديد من الصالات. وقد تمتلك شركات الطيران أو مجموعة منها صالونات في المطار تستخدم قاعات انتظار.